# Giuseppe Nuvolo
Frà Giuseppe Nuvolo, al secolo Vincenzo de Nuvolo (Napoli, 1570 – Napoli, 1643), è stato un monaco cristiano e architetto italiano, esponente del manierismo e del primo barocco napoletano, attivo soprattutto a Napoli.

## Biografia
Architetto molto importante nelle trasformazioni architettonico-urbanistiche avvenute tra la fine del XVI secolo ed il principio del XVII secolo, divenne frate domenicano entrando a far parte della sezione dei riformati nel 1591. Vista la sua posizione nella società dell'epoca, il frate si occupò essenzialmente di progettare edifici sacri, non soltanto per i domenicani.
Fu molto abile nel disegnare anche decorazioni in maiolica, soprattutto per le cupole della città partenopea; tra queste si annovera quella di San Pietro Martire, datata 1609.
Inoltre, fu autore di pregevoli opere, come la chiesa di Santa Maria della Sanità con la sua elegante cupola ancora rivestita in maioliche. Progettò quindi la cuspide ottagona del campanile della basilica santuario del Carmine Maggiore, iniziato tempo prima dal coetaneo Giovan Giacomo Di Conforto.
Si occupò anche dell'espansione di strutture preesistenti, riprogettandole in stile barocco, ma con influssi manieristi, come la chiesa di Santa Maria di Costantinopoli. Nello stesso periodo realizzò, lungo via Foria, la chiesa di San Carlo all'Arena.
Il Nuvolo operò anche nella chiesa di San Sebastiano (crollata nel 1941) sostituendo Cosimo Fanzago, dove inserì complessi giochi prospettici su una pianta ellittica; fu attivo ad Aversa nella chiesa della Santissima Annunziata e, tra il 1638 e la sua morte, avvenuta nel 1643, prese parte al cantiere della chiesa di Santa Caterina da Siena, ancora a Napoli.
Fu anche mastro d'ascia.